# 하이수구

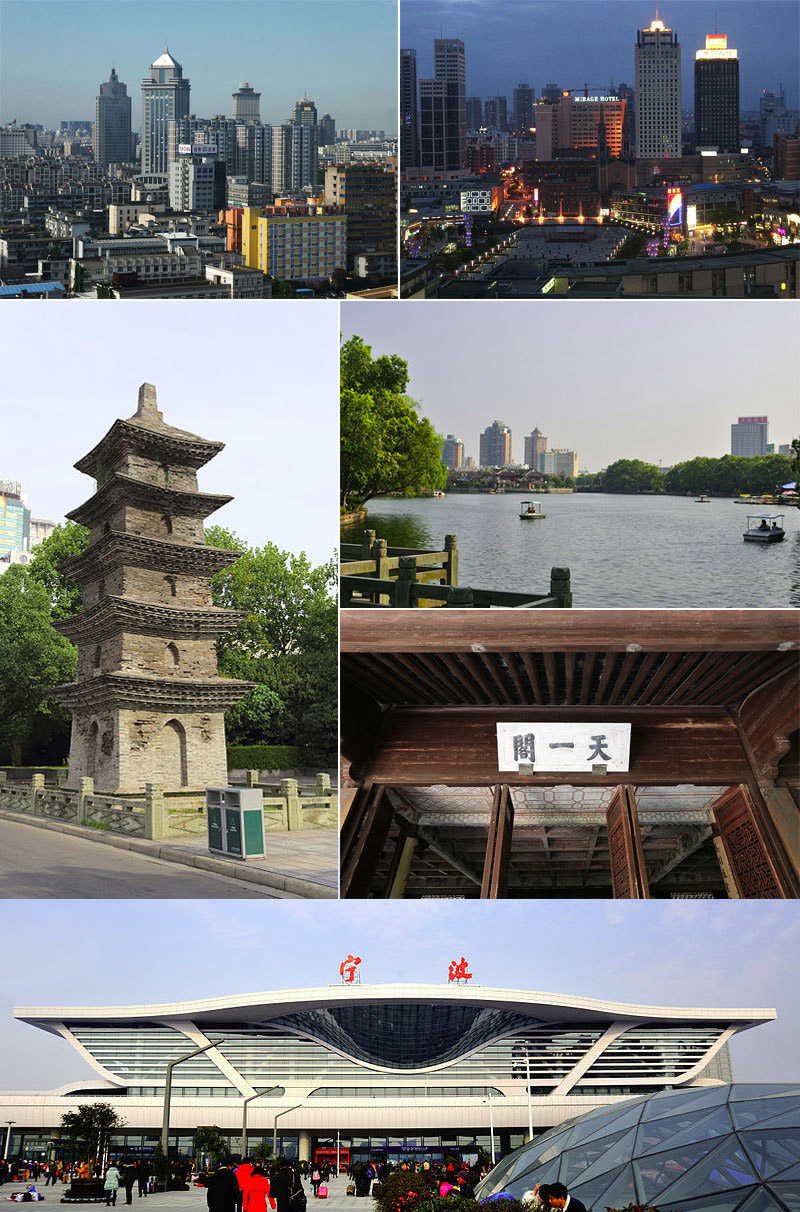

하이수구(한국어: 해서구, 중국어: 海曙区, 병음: Hǎishǔ Qū)는 중화인민공화국 저장성 닝보시의 현급 행정구역이다. 당나라 때 이곳에 종루가 설치되었고 하이수 루(海曙楼)라고 불렸다. 구의 이름은 여기서 유래하였다. 넓이는 595km2이고, 인구는 2017년 기준으로 950,000명이다.

## 행정 구역
기존 인저우구 일부를 분할 받았다
9개 가도  7개진 1개향을 관할한다.
- 가도:  月湖街道, 鼓楼街道, 南门街道, 西门街道, 白云街道, 段塘街道, 望春街道.江厦街道,石碶街道
- 진:高桥镇 ,横街镇 ,集士港镇, 古林镇 ,洞桥镇 ,鄞江镇 ,章水镇
- 향: 龙观乡,